# Elly-Viola Nahmmacher
Elly-Viola Nahmmacher geb. Müller (* 27. Mai 1913 in Gera; † 5. Mai 2000 in Kromsdorf) war Bildhauerin und religiöse Inspiratorin.

## Leben
Elly-Viola Nahmmacher wurde am 27. Mai 1913 in Gera Neu-Untermhaus als Tochter des Mechanikers und Lokomotivführers Otto Friedrich Müller und seiner Ehefrau Viola Gertrud geb. Fischer geboren. Nach dem Schulbesuch arbeitete sie 1930 in einer Buchhandlung in Greiz. 1934 begann sie ihre Bildhauerlehre bei Eva Eisenlohr. In dieser Zeit lernte sie Rudolf Steiner kennen und setzte sich mit der Anthroposophie auseinander. Nach Ende der Bildhauerlehre wandte sie sich auch dem Zeichnen zu. 1938 arbeitete sie im Römisch-Germanischen Zentralmuseum in Mainz. Im gleichen Jahr heiratete sie den Arzt Wilhelm Nahmmacher, mit dem sie die Töchter Eva-Maria und Silke-Viola bekam. Es folgten Studien bei Emil Mund (Chemnitz) und Renée Sintenis (Berlin).
1942 hatte sie auf der Leipziger Messe ihre erste Ausstellung mit Tierplastiken. Seit Kriegsende lebte sie als freischaffende Künstlerin in Greiz. 1950 wendete sie sich entschieden der christlichen Kunst zu. 1951 kehrte der Feiningerschüler und Bauhauskünstler Johannes Berthold nach Greiz zurück – es begannen Jahre der künstlerischen Zusammenarbeit. Eine solche gab es auch mit der Schillingschen Glockengießerei in Apolda: Glockengießermeister Franz Schilling beauftragte sie mit der Verzierung von Hartguss-Glocken, die in Morgenröthe-Rautenkranz gegossen wurden. 1974 gründete sie mit anderen die „Greizer Künstlervereinigung“.
Elly-Viola Nahmmacher erweiterte in den 1950er und 1960er Jahren ihr Material- und Formrepertoire (Stahl, Kupfer, Emaille, Plexiglas, Epoxidharz usw.). Ihre erste Ausstellung außerhalb der DDR hatte sie 1961. 1965 lernte sie Reiner Kunze kennen, der eine Ausstellung in der Tschechoslowakei vermittelte. 1970 konnte sie nach Spanien reisen. Es folgten mehrere Ausstellungen in den USA.

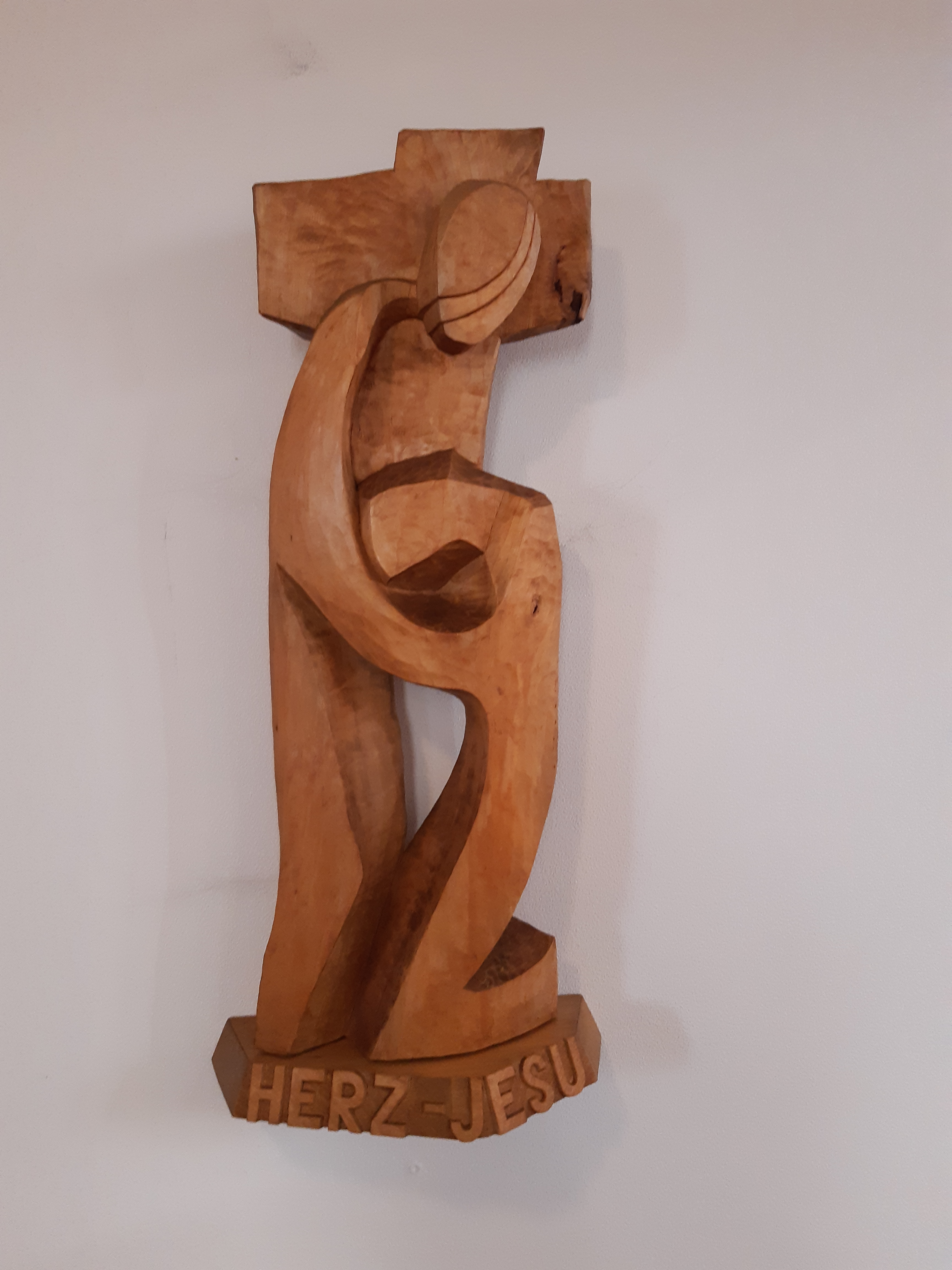
Holzplastik in der katholischen Herz-Jesu-Kirche in Greiz

1975 wurde sie aus dem Verband Bildender Künstler der DDR ausgeschlossen. Das von ihr 1977 geschaffene Grabdenkmal für Oskar Brüsewitz („Feuerapokalypse“) durfte nicht auf dem Friedhof in Rippicha aufgestellt werden. Die Stele wurde von der Stasi „abgekauft“. In den folgenden Jahren wurde die Künstlerin bei jeder Form öffentlichen Ausstellens oder Auftretens behindert. 1986 hatte sie eine Einzelausstellung in Gera.
Die Werke Nahmmachers in Kirchen und Gemeindehäusern im Unteren Brenztal (Landkreis Heidenheim, Baden-Württemberg) in den 1980er und 1990er Jahren kamen über den Kontakt zum Brenzer Pfarrer Klaus Dißelhorst (1934–2017) zustande.
1993 zog Elly-Viola Nahmmacher nach Weimar. Sie starb am 5. Mai 2000 in Kromsdorf; beigesetzt wurde sie auf dem Friedhof in Greiz. Der künstlerische Nachlass wird von Winfried Ahrenhövel verwaltet. Seit 2004 ist eine Straße in der Greizer Neustadt nach ihr benannt. Der Nahmmacher-Freundeskreis, der 2024 ins Leben gerufen wurde, widmet sich der Bewahrung ihres Werkes und der dauerhaften Sichtbarmachung ihres Schaffens in der Öffentlichkeit.

## Werke
- Madonna (1936)
- Sehmaer Pieta (1950)

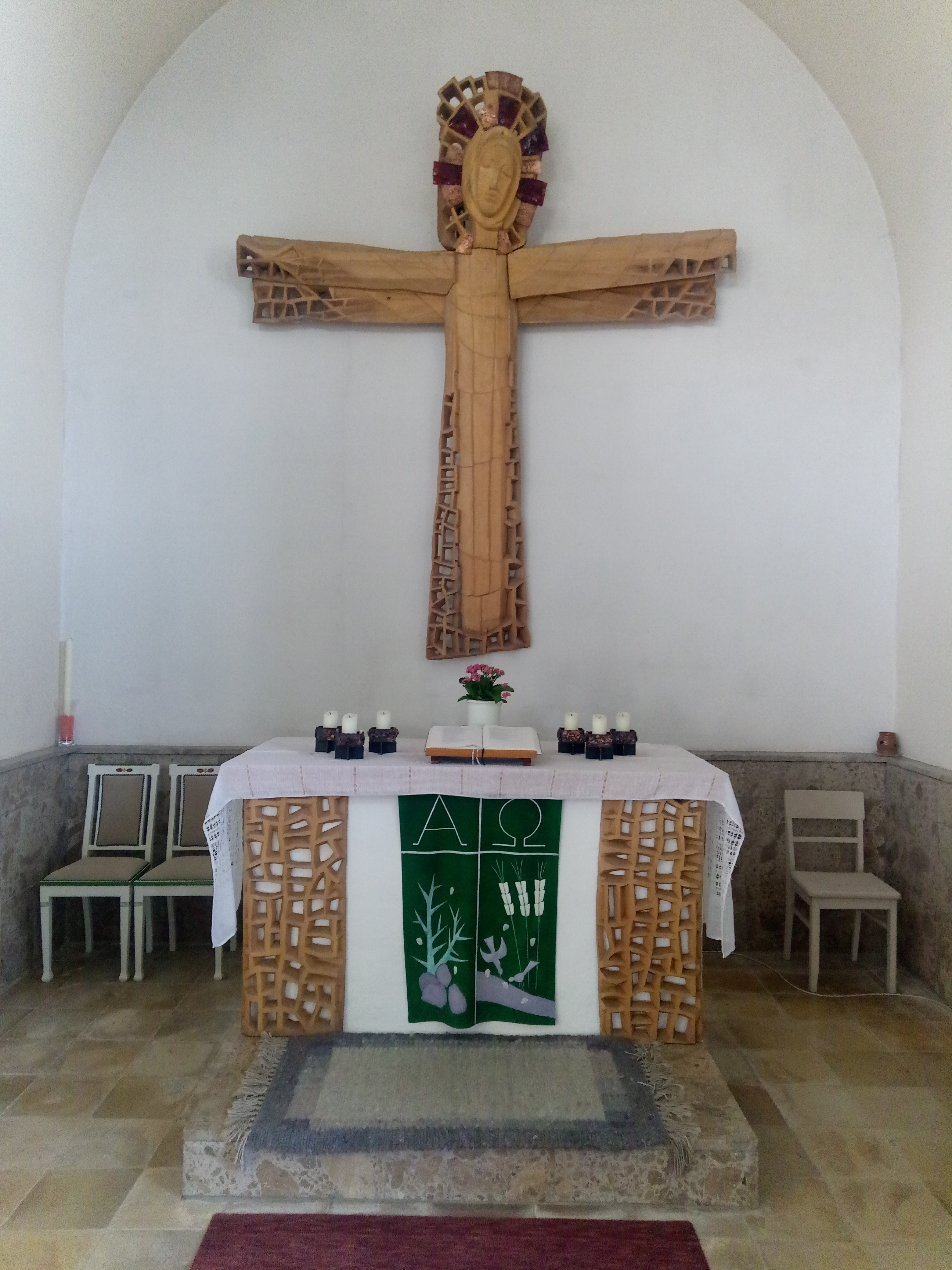
Holzplastik Christkönig über dem Altar der Bergkirche Masserberg

- Christus (Kreuzkirche Chemnitz) (1954)
- Lichtwerdung (1956)
- Taufe und Kruzifix für die Marienkirche in Delitzsch (1958)
- Aubachtaler Kirche: Glockengestaltung, Lesepult, Flügelaltar, Krippe (1964) (Evang.-luth. Kirchgemeinde Greiz)
- Zyklus Lebensalter nach Teilhard de Chardin (1967)
- Zyklus Das Marienleben (1972)
- Innenausstattung der Kreuzkirche in Joachimsthal (1974)
- Innenausgestaltung der Markuskirche in Plauen (1974)
- Innenausgestaltung der Kirche „Zur Heiligen Familie“ in Zwickau (1975)
- Werdauer Pieta (1976)[9]
- Feuerapokalypse in Memoriam für Oskar Brüsewitz (1977) (heute in Hofgeismar)
- Markkleeberger Kreuzweg (1977) in der Kirche zu Großstädteln
- Der Fährmann (1977)
- Innenausstattung der Kirche Zum Heiligen Kreuz in Meiningen (1978)
- Altarensemble der Kreuzkirche zu Cottbus (1978/1979)
- Greizer Kreuzweg (1983/1984)[10]
- dreiteilige Wandskulptur und mobiles Rednerpult (ca. 1980) im Ev. Gemeindehaus Hermaringen (Baden-Württemberg)
- Holzplastik Christkönig über dem Altar der Bergkirche Masserberg (1980)
- Michael und der Drache (1984) (Greiz, Herz-Jesu-Gemeinde)

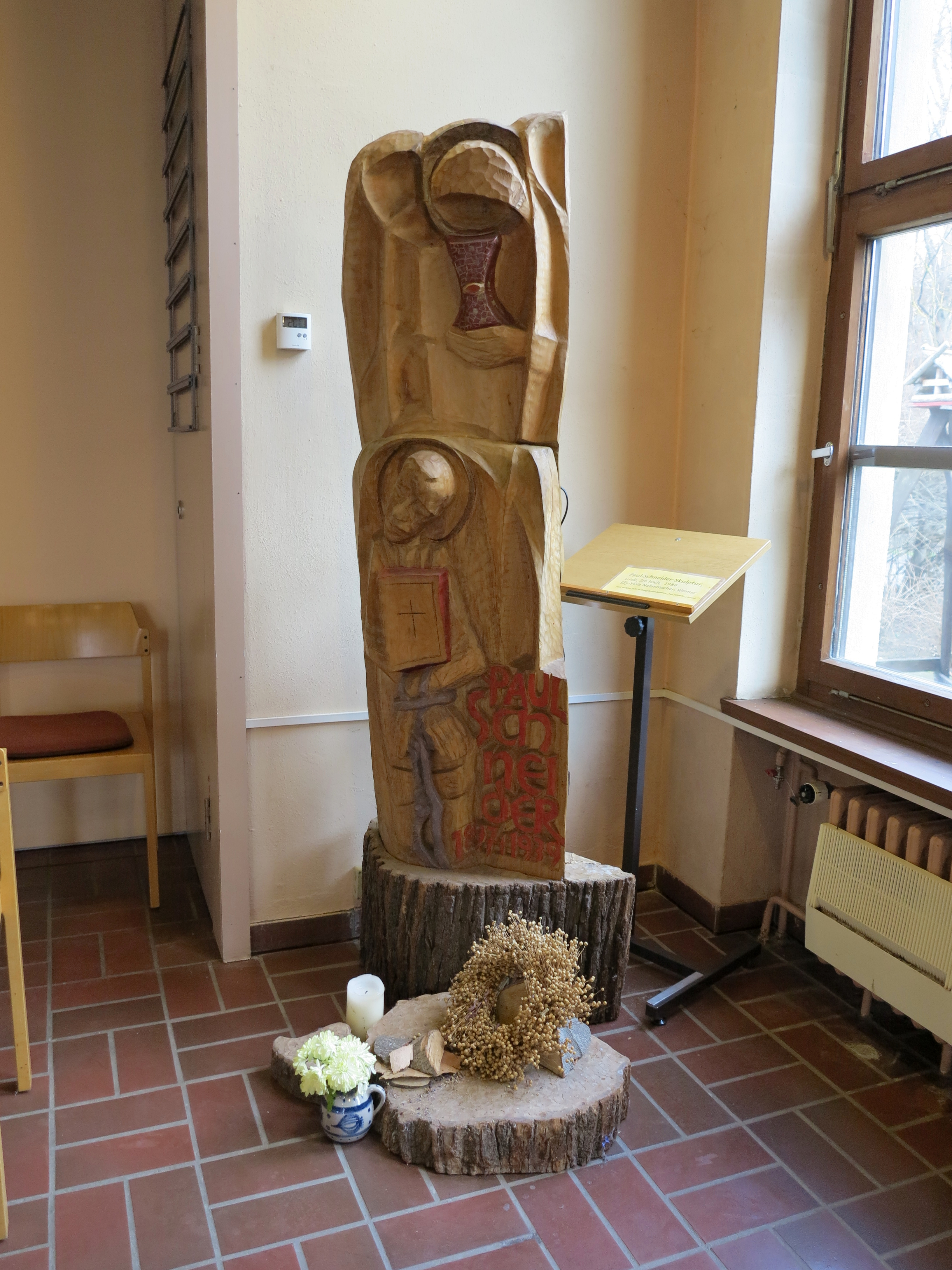
Holzplastik Paul Schneider von Elly-Viola Nahmmacher im Paul-Schneider-Gemeindezentrum in Weimar

- Paul-Schneider-Märtyrer-Skulptur (1986) (ursprünglich Kirche in Queienfeld/Thüringen, seit 1995 Evangelisches Gemeindezentrum „Paul Schneider“, Weimar)
- Wandskulptur in der Aussegnungshalle von Hermaringen (Baden-Württemberg) (ca. 1990)
- Kreuz und Dreifaltigkeitsplastik im Melanchthonhaus in Jena (1996)
- Inkarnation (1998) (Greiz, Herz-Jesu-Gemeinde)
- In memoriam Paul Schneider (1999), (Weimar, Pfarrer-Paul-Schneider-Gesellschaft e. V.)
- Gedächtnismal für die Opfer des 17. Juni (1999) (Jena)
- Weihnachtskrippe in der Galluskirche Brenz (Baden-Württemberg)
- Wandskulpturen in der Evangelischen Kirche Bergenweiler (Baden-Württemberg)

## Auszeichnungen und Ehrungen
- 1993: Bürgermedaille der Stadt Greiz in Gold
- 1994: Bundesverdienstkreuz am Bande des Verdienstordens der Bundesrepublik Deutschland
- 2004: Umbenennung der Greizer „Querstraße“ in „Nahmmacherstraße“[6]